# Samfundssegment
 Der er for få eller ingen kildehenvisninger i denne artikel, hvilket er et problem. Du kan hjælpe ved at angive troværdige kilder til de påstande, som fremføres i artiklen.

Et samfundssegment er et udsnit af et samfund, der opfylder nogle bestemt interesseområder, sprogbrug, job, o.l.
Samfundssegmenter anvendes meget i kommunikationsteori, hvilket ydermere anvendes i fx reklamebranchen. Det er vigtigt at nå sin målgruppe og dette gøres bl.a. ved at tage højde for det samfundssegment målgruppen befinder sig i.
| Samfundsvidenskab | Spire Denne artikel om samfundsvidenskab er en spire som bør udbygges. Du er velkommen til at hjælpe Wikipedia ved at udvide den. |